# Megistostegium nodulosum
Megistostegium nodulosum är en malvaväxtart som beskrevs av Bénédict Pierre Georges Hochreutiner. Megistostegium nodulosum ingår i släktet Megistostegium och familjen malvaväxter. Inga underarter finns listade i Catalogue of Life.